# Women's Printing Society
La Women's Printing Society est une maison d'édition féministe britannique.

## Histoire
La Women's Printing Society est une maison d'édition britannique fondée en 1874 ou 1876 par Emma Paterson et Emily Faithfull, la société étant officiellement constituée en coopérative en 1878.
L'entreprise a joué un rôle important dans le mouvement suffragiste britannique, à la fois par la publication de tracts féministes et en offrant des opportunités d'emploi aux femmes dans un domaine qui était auparavant réservé aux hommes,,. La maison permettait aux femmes d'apprendre le métier d'imprimeur et offrait un programme d'apprentissage. En 1899, l'entreprise employait 22 femmes comme compositrices. Certains des premiers employés venaient de Faithful's Victoria Press.
Le conseil d'administration comprenait Sarah Prideaux, Mabel Winkworth et Stewart Headlam. L'éditrice irlandaise Elizabeth Yeats se forme quelque temps à la Women's Printing Society, avant de retourner en Irlande et de fonder la Dun Emer Press (en).
Jusqu'en 1893 et entre 1889 et 1900, la société publie les rapports du comité de la National Society for Women's Suffrage. Elle publie le Women's Penny Paper jusqu'en 1890.

## Personnalités liées à la société
- Annie Leigh Browne
- Evelyn Gleeson
- Anna Gore-Langton
- Henrietta Müller
- Emma Paterson

## Publications
- « What is women's suffrage? and why do women want it? », Veritas (1883)[9].
- A Woman's Plea to Women d'Elizabeth Clarke Wolstenholme Elmy, rééd. depuis le Macclesfield Courier (1886)[9]
- "Home Politics: An Address" Millicent Garrett Fawcett (1894)[9]
- « Swimming and its relation to the Health of Women », Frances Hoggan (1879)[9]
- « Education of Girls in Wales », Frances Hoggan (1879)[9]
- « Women in India and the Duty of their English Sisters », Mrs. Martindale (1896)[10]
- Thomas Wilde Powell, Christiana Herringham (1903)[9]
- Papers of the Society of Painters in Tempera, Christina Herringham[9]
- Woman Suffrage and the Anti-militants, Ennis Richmond[9]
- « hoose, Ye: Darkness or Light! » Lady Melville (1922)[11]